# حزب المحافظين المستقل
حزب المحافظين المستقل (بالإسبانية: Conservatismo Independiente) هو حزب سياسي محافظ في كولومبيا. في الانتخابات التشريعية التي أجريت في 10 مارس 2002، فاز الحزب بالتمثيل البرلماني كواحد من العديد من الأحزاب الصغيرة. في انتخابات عام 2006، لم يفز الحزب بأي مقاعد.

## روابط خارجية
- الموقع الرسمي على شبكة الإنترنت (الإسبانية).
- الديمقراطية عن بعد: انتخابات 2006 (Portalcol.com) (معلومات حول قائمة الحزب لمرشحي مجلس الشيوخ الكولومبي، بالإسبانية).